# GEOS-3
GEOS-3  (Geodynamics Experimental Ocean Satellite) — американский геодезический спутник, запущенный 9 апреля 1975 года ракетой-носителем Дельта c космодрома Ванденберг.
Аппарат был третьим и последним спутником в рамках программы НАСА Geodetic Earth Orbiting Satellite для тестирования геодезических методов. Первые два аппарата носили имя, которое являлось аббревиатурой программы. Для этого спутника аббревиатура была от Geodynamics Experimental Ocean Satellite.

## Цели
Спутник был разработан для тестирования оборудования и апробации методов получения информации о гравитационном поле над морской поверхностью, о размере и форме земного геоида, о глубоководных океанских приливах. В основе метода лежало определение уровня морской поверхности с помощью радиолокационного высотомера (альтиметра).
GEOS-1 и GEOS-2 предоставили полезную информацию о структуре гравитационного поля Земли, но новые технологии потенциально могли использоваться для более глубоких геодезических исследований.

## Конструкция
GEOS-3 представлял собой октаэдр, покрытый солнечными батареями и увенчанный усеченной пирамидой, с параболическим отражателем для радиолокационного высотомера на плоской нижней стороне. Металлическая стрела выдвигалась вверх примерно на 6,1 м от вершины пирамиды. Данные и телеметрия предавалась через передатчики S-диапазона и C-диапазона. Среди полезной нагрузки на борту были:
- Радиолокационный высотомер (ALT) — многомодовая радиолокационная система, способная обеспечить точные измерения высоты от спутника до поверхности океана. Радиолокационная система обеспечивала глобальный и интенсивный режимы сбора данных, которые могли обеспечить точные измерения высоты с точностью до 20 см.
- Набор световозвращателей для проведения лазерной локации[4].
- Система из двухчастотных доплеровских радиомаяков на частотах 162 и 324 МГц Эта система использовалась для измерения эффектов ионосферной рефракции и внесения поправок в доплеровскую частоту.
- Передатчик для проведения технологического эксперимента по определению дальности через спутники, а именно ATS-6 и LEO[5].

## Результаты
Миссия GEOS-3 предоставила данные о высоте поверхности океана, что дало толчок в разработке новых методов исследования в области геологии, экологии и климатологии. 
- Набор данных о высоте океана, полученный в ходе этой миссии, обеспечил первое полное покрытие Земли в большинстве районов Мирового океана, что позволило лучше понять форму Земли.
- Высота океана также предоставила информацию о квазистационарных отклонениях от геоида, вследствие изменений течений, водоворотов, штормов и т. д.
- Неожиданным результатом стала возможность использовать данные о формах волн для определения скорости приземного ветра.
- Данные высотомера с GEOS-3 использовались во многих гравитационных моделях, включая GEM-T3, JGM-1 и JGM-2[7].